# Microdontomerus anthidii
Microdontomerus anthidii är en stekelart som först beskrevs av William Harris Ashmead 1895.  Microdontomerus anthidii ingår i släktet Microdontomerus och familjen gallglanssteklar. Inga underarter finns listade i Catalogue of Life.